# Augustineum
Az Augustineum Ferenc császár által Bécsben Hippói Szent Ágoston címére alapított felsőbb papnevelde, melynek rendeltetése lehetővé tenni a magyarországi és ausztriai egyházmegyék papnövendékeinek – a görögkatolikusokat is ideértve – a bécsi teológiai fakultás látogatását. Van egy fő-, egy lelki igazgatója és három tanulmányi felügyelője. Az Augustineum tíz magyar papnövendék tartására a Vallásalapból 1846-tól óta évi 5000 forint segélyt kapott, amely összeget az 1870-es években 10 000 forintra emeltek fel. 1918-ig működött.

## Oktatói
- Nogáll János (1820–1899) nagyprépost, hittanár, fölszentelt püspök, tankönyvíró
- Rott Nándor (1869–1939) veszprémi püspök
- Steiner Fülöp (1839–1900) székesfehérvári püspök

## Növendékei
- Belopotoczky Kálmán (1845–1914) tábori püspök
- Breznay Béla (1844–1928) pápai prelátus, egyetemi rendes tanár
- Bubics Zsigmond kassai püspök, művészettörténész, történész
- Czapik Gyula (1887–1956) veszprémi püspök, majd egri érsek
- Csepregi Imre (1876–1954) pápai kamarás és prelátus, szentszéki bíró
- Csernoch János (1852–1927) esztergomi érsek, bíboros–hercegprímás
- Csiky Gergely (1842–1891) drámaíró, műfordító
- Juraj Dobrila (1812–1882) horvát püspök
- Dulánszky Nándor (1829–1896) székesfehérvári, majd pécsi püspök
- Fischer-Colbrie Ágoston (1863–1925) kassai püspök
- Valeriu Traian Frențiu (1875–1952) nagyváradi görögkatolikus püspök, vértanú
- Haynald Lajos (1816–1891) kalocsai érsek, bíboros, erdélyi katolikus püspök, botanikus.
- Hász István (1884–1973) tábori püspök
- Hornig Károly (1840–1917) veszprémi püspök, bíboros
- Juhász Norbert János (1818–1889) királyi tanácsos, ciszterci rendi főigazgató
- Kmoskó Mihály (1876–1931) orientalista, klasszika-filológus, vallástörténész, a MTA levelező (1922) tagja
- Kovács Sándor (1893–1972) szombathelyi püspök
- König Mór (1822–1886) apátkanonok
- Lukcsics József (1875–1937) kanonok
- Luttor Ferenc (1886–1953) kanonok, apostoli protonotárius, követségi tanácsos
- Marczell Mihály (1883–1962) a Központi Szeminárium rektora, pápai kamarás, tiszteletbeli kanonok, prelátus, apostoli protonotárius, egyetemi tanár
- Mihalovics Ede (1866–1917) teológiai tanár
- Palásthy Pál (1825–1899) esztergomi segédpüspök
- Párvy Sándor (1848–1919) egri segédpüspök, majd szepesi püspök
- Pompéry Aurél (1868–1935) könyvtáros
- Rapaics Rajmund (1845–1909) egri kanonok, budapesti egyetemi hittanár
- Roskoványi Ágoston (1807–1892) váci, majd nyitrai püspök
- Josip Juraj Strossmayer (1815–1905) horvát püspök, a horvát nacionalista Nemzeti Párt vezetője, 1850-től Bosznia és Szerémség püspöke
- Tóth János (1856–1907) papnevelő-intézeti tanár, a kis szeminárium kormányzója, címzetes kanonok
- Ioan Vancea (1820–1892) gyulafehérvári és fogarasi görögkatolikus érsek és metropolita
- Várady Lipót Árpád (1865–1923) győri püspök, kalocsai érsek
- Városy Gyula (1846–1910) székesfehérvári püspök, majd kalocsai érsek, pápai kamarás
- Zalka János (1820–1901) győri püspök